# Ricardo de Burgos Bengoetxea
Ricardo de Burgos Bengoetxea (Bilbao, Vizcaya, 16 de marzo de 1986) es un árbitro de fútbol español de la Primera División de España. Es hijo del árbitro retirado Ernesto de Burgos Núñez. Fue nombrado árbitro internacional en el 2018.

## Trayectoria
Tras cuatro temporadas en Segunda División, donde dirigió 88 partidos, consigue el ascenso a Primera División de España junto al colegiado murciano José María Sánchez Martínez.
Debutó el 23 de agosto de 2015 en Primera División en un Levante Unión Deportiva contra el Real Club Celta de Vigo (1-2).
Tras una primera temporada que le sirvió de aprendizaje, fue su segunda temporada 2016/2017 la que le valió para demostrar su nivel, acertando en partidos importantes como el derbi madrileño Real Madrid Club de Fútbol vs Club Atlético de Madrid (1-1) o el partido correspondiente a la jornada 38 con el título en juego de Primera División de España 2016-17 que enfrentó al Málaga C. F. vs Real Madrid Club de Fútbol (0-2). Finaliza la temporada en el puesto número 4 del ranking ofrecido por el Comité Técnico de Árbitros de la RFEF.
Dirigió el partido de ida de la Supercopa de España de Fútbol 2017, entre el F. C. Barcelona y el Real Madrid C. F. (1-3) el 13 de agosto de 2017 en el Camp Nou, Barcelona.
Fue el árbitro de la final de la Copa del Rey 2025 entre el F. C. Barcelona y el Real Madrid acompañado por Pablo González Fuertes en el VAR y Busquets Ferrer como cuarto árbitro. Justo antes de este partido, en rueda de prensa, dio un comunicado en el que criticó la actitud de ciertos aficionados que le estaban afectando a nivel personal.

## Internacional
Fue el representante español del Programa de la UEFA CORE para jóvenes árbitros en 2016. 
El colegiado vasco es internacional desde el 1 de enero de 2018 cubriendo la plaza que quedó libre por la retirada de Clos Gómez que tuvo que renunciar también a su puesto en UEFA el 1 de julio de 2017.
| Primeras participaciones | Primeras participaciones              | Primeras participaciones | Primeras participaciones    |
| Fecha                    | Partido                               | Resultado                | Competición                 |
| ------------------------ | ------------------------------------- | ------------------------ | --------------------------- |
| 21 de marzo de 2018      | Turquía U-19 – Austria U-19           | 2-0                      | Clasificación Eurocopa U-19 |
| 12 de julio de 2018      | Ferencvarosi TC – Maccabi Tel-Aviv FC | 1-1                      | Clasificación Europa League |
| 3 de octubre de 2018     | FC Porto – Galatasaray                | 2-2                      | UEFA Youth League           |
| 10 de octubre de 2019    | Bielorrusia – Estonia                 | 0-0                      | Clasificación Eurocopa      |
| 10 de octubre de 2020    | Montenegro – Azerbaiyán               | 2-0                      | UEFA Nations League         |
| 3 de diciembre de 2020   | AC Milan – Celtic FC                  | 4-2                      | UEFA Europa League          |

## Temporadas
| Categoría          | País   | Año       | Partidos |
| ------------------ | ------ | --------- | -------- |
| Tercera División   | España | 2006-2009 |          |
| Segunda División B | España | 2009-2011 | 26       |
| Segunda División   | España | 2011-2015 | 88       |
| Primera División   | España | 2015-     | 77       |